# Emanuele d'Astorga
Emanuele d'Astorga (também: Emanuele Gioacchino Cesare, Barão Rincón d’Astorga; Augusta, Sicília, 20 de março de 1680 – Madri, 1757) foi um compositor e escritor italiano.

## Biografia
Nascido em Augusta, na Sicília, desde muito jovem mostrou qualidades musicais excepcionais. Seu primeiro professor de música foi o abade Omodei da igreja matriz, um compositor de renome da música sacra. Com a idade de treze anos, devido ao grande sismo de 1693, que destruiu parte da cidade, ele mudou-se para Palermo com a família. Na capital siciliana apresentou em 1698 sua primeira ópera, La moglie nemica (A esposa do inimigo).
Em decorrência de problemas familiares graves e conflitos com seu pai, Emanuele fugiu para Roma e foi morar na casa do embaixador da Espanha na Santa Sé, o Duque de Uceda. O nobre espanhol havia sido no passado vice-rei da Sicília e já conhecia e apreciava o talento artístico do músico augustano.
Em 1707 compôs o que é sua canção mais famosa, a Stabat Mater; era admirado nos círculos culturais da época não apenas por suas habilidades como compositor, mas também pelas suas qualidades literárias. Em 1708 mudou-se para Gênova onde, em 21 de abril foi representada uma de suas óperas no teatro Santo Agostinho. A peça pastoral Daphnis alcançou grande sucesso e foi reapresentada em outros teatros europeus, como o de Barcelona: o sucesso foi relatado nas crônicas culturais e em seguida, apresentada à corte de Carlos III, que ficou entusiasmado com a música de d'Astorga, e quis que ele fosse a Viena, para se tornar o músico da corte, quando se tornou Sacro Imperador Romano. Na segunda metade de 1715 de volta a sua cidade natal, onde em 30 de agosto foi agraciado com o título de Barão do feudo Ogliastro no território da cidade. Dois anos depois, com a idade de trinta e sete anos, foi eleito senador de Palermo e nomeado diretor do Hospital de Doenças Incuráveis, uma maneira de participar e dar sua contribuição à vida cultural da capital siciliana. Foi um dos fundadores da Academia do bom gosto e um dos diretores do teatro Santa Cecília. No mesmo ano, casou com Emanuela Guzzardi, com quem teve três filhas: Giovanna, Felicia e Maria. A vida familiar foi de curta duração; em 1721 partiu para Lisboa. Em 1726 escreveu e publicou um livro com doze cantatas, no qual ele expressa a teoria da ligação entre som, ritmo e melodia expressa pelas palavras cantadas. Suas obras inspiraram outros autores. Sua vida aventureira, que de Augusta o levou em viagens pela Itália e Europa, chegou ao fim em Madri, em 1757.

## Obras selecionadas
- La moglie nemica - melodrama - 1698
- Stabat Mater - cantata - 1707
- Dafni - drama pastoral - 1708